# اچ‌دی ۱۴۲۴۱۵
اچ‌دی ۱۴۲۴۱۵ یک ستاره است که در صورت فلکی گونیا قرار دارد.